# Polystichum rigens
Polystichum rigens är en träjonväxtart som beskrevs av Tag. Polystichum rigens ingår i släktet Polystichum och familjen Dryopteridaceae. Inga underarter finns listade.